# Белвідер-Парк (Джорджія)
Белвідер-Парк (англ. Belvedere Park) — переписна місцевість (CDP) в США, в окрузі Декальб штату Джорджія. Населення — 15 113 особи (2020).

## Географія
Белвідер-Парк розташований за координатами 33°44′56″ пн. ш. 84°15′35″ зх. д. / 33.74889° пн. ш. 84.25972° зх. д. (33.748855, -84.259773).  За даними Бюро перепису населення США в 2010 році переписна місцевість мала площу 12,75 км², з яких 12,74 км² — суходіл та 0,01 км² — водойми.

## Демографія
Згідно з переписом 2010 року, у переписній місцевості мешкали 15 152 особи в 5889 домогосподарствах у складі 3570 родин. Густота населення становила 1189 осіб/км².  Було 7201 помешкання (565/км²).
Расовий склад населення:
| - 76,3 % — чорних або афроамериканців - 19,2 % — білих - 0,8 % — азіатів - 0,3 % — корінних американців - 1,4 % — осіб інших рас |

До двох чи більше рас належало 2,0 %. Частка іспаномовних становила 3,5 % від усіх жителів.
За віковим діапазоном населення розподілялося таким чином: 23,7 % — особи молодші 18 років, 67,4 % — особи у віці 18—64 років, 8,9 % — особи у віці 65 років та старші. Медіана віку мешканця становила 36,2 року. На 100 осіб жіночої статі у переписній місцевості припадало 86,2 чоловіків;  на 100 жінок у віці від 18 років та старших — 81,4 чоловіків також старших 18 років.
Середній дохід на одне домашнє господарство  становив 55 168 доларів США (медіана — 39 570), а середній дохід на одну сім'ю — 60 114 долари (медіана — 41 365). Медіана доходів становила 41 063 долари для чоловіків та 40 172 долари для жінок. За межею бідності перебувало 27,1 % осіб, у тому числі 39,4 % дітей у віці до 18 років та 15,6 % осіб у віці 65 років та старших.
Цивільне працевлаштоване населення становило 6802 особи. Основні галузі зайнятості: освіта, охорона здоров'я та соціальна допомога — 24,0 %, роздрібна торгівля — 11,7 %, науковці, спеціалісти, менеджери — 11,3 %.